# Comblainite
La comblainite (simbolo IMA: Cob) è un minerale del supergruppo dell'idrotalcite e del gruppo della quintinite appartenente alla famiglia dei "nitrati e carbonati" con composizione chimica Ni4Co3+2(CO3)(OH)12 • 3(H2O).

## Etimologia e storia
Il minerale è stato chiamato in questo modo nel 1980 da Paul Piret e Michel Deliens in onore di Gordon Comblain (11 agosto 1920, Londra - 1996 Bruxelles, Belgio).
Comblain ha lavorato come ingegnere minerario dal 1946 al 1965 per la "Société des Mines d'Etain du Ruanda-Urundi", mentre dal 1965 fino al suo pensionamento nel 1985, ha lavorato come tecnico di laboratorio per il dipartimento di mineralogia del "Koninklijk Museum voor Midden-Afrika" di Tervuren (in Belgio).

## Classificazione
Nella nona edizione della sistematica dei minerali di Strunz, che è stata aggiornata dall'Associazione Mineralogica Internazionale (IMA) fino al 2009 la comblainite è elencata nella classe "5. Carbonati (nitrati)" e da lì nella sottoclasse "5.D Carbonati con anioni aggiuntivi, con H2O"; questa è ulteriormente suddivisa in base alle dimensioni dei cationi coinvolti, in modo che il minerale possa essere trovato nella sezione ""5.DA Con cationi di media dimensione" dove forma il sistema nº 5.DA.50 insieme a desautelsite, reevesite, takovite, idrotalcite, piroaurite e stichtite.
Tale sistematica, chiamata anche Classificazione Strunz-mindat, è continuata dal database "mindat.org"; la classificazione della comblainite viene mantenuta invariata con la compagnia aggiuntiva della kaznakhtite.
Nella Sistematica dei lapis (Lapis-Systematik) di Stefan Weiß la comblainite si trova nella classe dei "nitrati, carbonati e borati" e nella sottoclasse dei "carbonati idrati, con anioni estranei". Qui forma il "gruppo dell'idrotalcite" con il numero di sistema V/E.03 insieme a idrotalcite, stichtite, piroaurite-3R, desautelsite, takovite, reevesite, fougèrite, trébeurdenite, sergeevite, karchevskyite e putnisite.
Anche nella classificazione dei minerali secondo Dana, usata principalmente nel mondo anglosassone, la comblainite è elencata nella classe dei "nitrati, carbonati e borati" e nella sottoclasse dei "carbonati con idrossile o alogeno" dove forma il "gruppo della sjögrenite-idrotalcite (sottogruppo idrotalcite: romboedrico)" con il sistema nº 16b.06.03 insieme a reevesite e takovite.

## Abito cristallino
La comblainite cristallizza nel sistema trigonale con gruppo spaziale ancora non ben definito (R3m, R3m, R32, R3, oppure R3) con i parametri di reticolo a = 3,038 Å e c = 22,79 Å, oltre a 0,375 (3/8) unità di formula per cella unitaria.

## Origine e giacitura
La comblainite si forma come prodotto di alterazione dei solfuri di nichel e cobalto nella zona di ossidazione dei depositi di uranio,la si può trovare associata a uraninite, metasaléeite, uranofane, becquerelite, curite, rutherfordine e heterogenite.
La comblainite è una formazione minerale rara ed è quindi stata trovata in pochi siti: nel villaggio minerario di Lautenthal, oggi un quartiere di Langelsheim (Bassa Sassonia, Germania); ad Ayer nel Canton Vallese (Svizzera); nel distretto di Jiangcheng (Cina); nella città mineraria di Shinkolobwe (Repubblica Democratica del Congo).